# Zítek (opera)
Zítek je nedokončená historicko-komická opera českého skladatele Viléma Blodka na libreto Karla Sabiny. Fragment opery byl poprvé proveden v pražském Národním divadle roku 1934.

## Historie díla
Po úspěchu aktovky V studni (listopad 1867) požádal Blodek ihned jejího libretistu Sabinu, aby pro něj napsal nové libreto k rozsáhlejší hudebně-dramatické práci. Sabina vypracoval tříaktovou komickou operu z doby krále Václava IV., jejímž hlavním hrdinou byl králův čaroděj Zítek (známý z povídky Aloise Jiráska jako kouzelník Žito). Zápletka je podobná jako v Sabinových libretech k Blodkově V studni, Rozkošného Mikuláši nebo Bendlově Starému ženichu: mladý pár zvítězí s pomocí moudré třetí osoby nad plány rodičů provdat dívku za bohatého a starého nápadníka. Historický kontext je jen naznačen, snaha protagonistů o osvobození krále zajatého panstvem hraje jen vedlejší roli a nedojde k žádnému výsledku.
V průběhu kompozice však byl skladatel roku 1869 stižen těžkou duševní chorobou, která vedla k jeho předčasné smrti. Podařilo se mu dokončit pouze první dějství a fragmenty dějství druhého. Vdova Marie Blodková požádala o dokončení opery Bedřicha Smetanu, ten však odmítl s poukazem na svůj špatný zdravotní stav, ale také na svůj negativní postoj k dokončování pozůstalých děl jinými tvůrci. Přesto doporučil obrátit se na Karla Bendla nebo Zdeňka Fibicha. Žádný z nich se však tohoto díla neujal. Blodkovu hudební pozůstalost přejal jeho přítel, skladatel Jindřich Kàan z Albestů, ale po jeho smrti roku 1926 byla rozptýlena a řada skladeb ztracena. Dochovaných částí opery Zítek se ujal obhájce Blodkova hudebního odkazu František Xaver Váňa, který upravil první dějství k provozování. 3. října 1934, v den 100. výročí Blodkova narození, byl tento fragment poprvé scénicky uveden na jevišti Národního divadla pod vedením Otakara Ostrčila, a to ve spojení s Blodkovou aktovkou V studni.
S přihlédnutím k libretu, které je zdlouhavé, nezáživné a chybějí mu propracovaná charakterizace postav i dramatická pointa, lze stěží předpokládat, že by dokončená opera byla vynikajícím dílem. Dochované části však potvrzují naděje, které byly po premiéře V studni v Blodka jako operního tvůrce vkládány. Zvláště povedená je vstupní scéna Zítka Zdravý rozum nechť ať žije.

## Osoby a první obsazení
| osoba                                          | hlasový obor | premiéra (3. 10. 1934) |
| ---------------------------------------------- | ------------ | ---------------------- |
| Zítek, čaroděj                                 | bas          | Vilém Zítek            |
| Bedrník, pražský měšťan a švec                 | bas          | Jiří Huml              |
| Eva, jeho žena                                 | mezzosoprán  | Božena Kozlíková       |
| Kateřina, jejich dcera                         | soprán       | Marie Budíková         |
| Brousek, student                               | tenor        | Vladimír Tomš          |
| Liška, student                                 | baryton      | Jan Konstantin         |
| Barnabáš, správce                              | bas          | –                      |
| Kasák. první žoldnéř                           | –            | –                      |
| Studenti, lid, (svatebčané, žoldnéři)          |              |                        |
| Dirigent: Otakar Ostrčil, režisér: Hanuš Thein |              |                        |

## Děj opery
Opera se odehrává v Praze a okolí v roce 1394, v době zajetí krále Václava IV. panstvem.

### 1. dějství
Studentská slavnost. Za zpěvu Gaudeamus se studenti baví a zpívají o lásce a vínu. Jen jeden z nich, Brousek, se zábavy neúčastní a sedí zasmušile stranou. Je totiž zamilován do Kateřiny, dcery pražského měšťana a ševce Bedrníka, ten jej však považuje za příliš chudého a raději by dceru provdal za starého, ale bohatého správce Barnabáše. Brousek se se svým trápením svěřuje neznámému cizinci, z něhož se vyklube slavný králův kouzelník Zítek. Ten slíbí jemu i Brouskovu kamarádovi Liškovi pomoc a bohatstvím pokud vstoupí do jeho služeb.
Do krčmy se přihrne pobouřený dav Pražanů. Švec Bedrník pohoršeně vypravuje o tom, že král byl zajat a unesen pány. S ním jsou v davu i jeho žena Eva a dcera Kateřina, která si mezi přítomnými ihned povšimne svého Brouska. Zítek se hlásí k tomu, že se s pomocí studentů vydá krále osvobodit, přislíbí-li za to Bedrník Kateřininu ruku Brouskovi. Na rozzlobenou ševcovu repliku, že to by musel být osel, mu Zítek přičaruje oslí hlavu a uši; je ochoten mu je odčarovat jen tehdy, pokud přistoupí na jeho podmínku. Švec je vystaven výsměchu všech přítomných a je nucen podrobit se Zítkovu vydírání. Zítek s Brouskem a Liškou vyrážejí hledat krále.

### 2. dějství
Zítek, Liška a Brousek skončili hledání krále prozatím v hospodě na návsi vesnice poblíž Prahy. Právě sem přijíždí Bedrník s rodinou, aby Kateřinu provdal za správce Barnabáše. Zatímco se chystá svatba, Liška po straně ujišťuje Kateřinu o Brouskově lásce. Eva přispěchá se zprávou, že se ženich nemůže dostavit, jeho nohy ztěžkly jako cent (to čaroval Zítek). Aby situaci napravil, přestrojí se Bedrník sám za Barnabáše, ale dcera ho samozřejmě ihned pozná. Zítek vykouzlí Bedrníkovi vidění, ve kterém se Brousek setkává s Kateřinou a jsou překvapeni pravým Barnabášem. Nakonec přičaruje Bedrníkovi královský plášť a korunu, takže jej přítomní zbrojnoši považují za hledaného krále a hbitě jej odvádějí s sebou.

### 3. dějství
Zmatený Bedrník využije situace a bohatě hoduje se žoldnéři v hradní síni. Když unaven ulehne do postele a usne, přijde opět Zítek se studenty, kteří ševce odnesou pryč a do královské postele položí obdobně zmoženého velitele žoldnéřů Kasáka. Bouřka žoldnéře probudí; po menších zmatcích Kasák své muže posílá hledat zmizelého „krále“.
Brousek a Liška mezitím donesli spícího Bedrníka na nosítkách zpět na náves, kde jej nešetrným složením probouzí, v přítomnosti Evy a Kateřiny. Zítek mu vypráví, že jej jen tak tak zachránil před hněvem žoldnéřů za to, že se vydával za krále. Lid přesvědčuje Bedrníka, aby povolil a dal dceru Brouskovi. To by Bedrník i učinil, ale bojí se, co tomu řekne právě přicházející Barnabáš. Zítek přinutí správce vzdát se nároků na Kateřinu známým způsobem: přičaruje mu volské rohy a jejich odstranění podmíní přistoupením na své požadavky. Brousek a Kateřina jsou konečně svoji, rodiče jim žehnají a lid blahopřeje.

## Nahrávka
Existuje pouze jedna nahrávka dochovaného fragmentu (48 minut) opery Zítek. Pořídil ji Československý rozhlas roku 1954 a dosud nebyla vydána (rekonstruována 2007). Zpívají (Bedrník) Ladislav Mráz, (Eva) Marie Cyteráková, (Kateřina) Miloslava Šeflová, (Liška) Jan Soumar, (Brousek) Antonín Zlesák, (Zítek) Karel Kalaš. Pěvecký sbor československého rozhlasu v Praze řídí Jiří Pinkas st., Pražský rozhlasový orchestr řídí František Dyk.